# The Chronicles of Israfel
The Chronicles of Israfel es un grupo canadiense de metal progresivo, de Montreal, Quebec, y el título de una narrativa musical escrita por Dominic Cifarelli, quien fuera el guitarrista del grupo Pulse Ultra y bajista del grupo Scars On Broadway.

## Historia
Durante su años como guitarrista en Pulse Ultra, Dominic Cifarelli comenzó a crear una historia ficcional inspirada en películas y animación Japonesa.
Cifarelli solicitó la ayuda de diferentes músicos y el año 2007 un álbum basado en la primera parte de su historia fue completado. El disco, titulado "Starborn, Tome I," sigue la historia de Israfel, el personaje principal, en su búsqueda por un nuevo hogar y el autodescubrimiento de su diseño interior. El disco fue lanzado por el sello independiente Bridge of Hands Entertainment.
El 2008 Cifarelli se unió como bajista al grupo Scars On Broadway junto a Daron Malakian de System of a Down, dejando The Chronicles of Israfel temporalmente inactivo. En marzo de 2014 el grupo volvería a la actividad y lanzarían el tema "Life I Know," primer adelanto de su segundo disco titulado "A Trillion Lights, Tome II." El disco fue lanzado en octubre de 2016, nueve años después de su disco debut.

## Miembros

### Actuales
- Israfel (Dominic Cifarelli): compositor, producción musical, voz principal, guitarras, bajo, coros, arreglos teclados, cuerdas y percusiones
- Veloel (Vincent Cifarelli): piano, keyboards,  cuerdas, samples y programación
- Rico Antonucci - Voces adicionales

### Members en vivo
- Justin Piedimonte - batería
- Andrew Wieczorek - teclados, piano, voces adicionales
- Marc Durkee: bajo, backing vocals

## Discografía
Studio Albums
| Album information                                                            |
| ---------------------------------------------------------------------------- |
| Starborn, Tome I - Fecha de lanzamiento: 2007 (EE. UU.)                      |
| A Trillion Lights, Tome II - Fecha de lanzamiento: octubre de 2016 (EE. UU.) |